# أيمي أوزبورن
أيمي أوزبورن (بالإنجليزية: Aimee Osbourne)‏ (و. 1983  م) هي ممثلة، وعارضة، ومغنية، وصحفية، وممثلة أفلام بريطانية، ولدت في لندن، بدأت مشوارها المهني سنة 2003.

## وصلات خارجية
- أيمي أوزبورن على موقع IMDb (الإنجليزية)
- أيمي أوزبورن على موقع ميوزك برينز (الإنجليزية)
- أيمي أوزبورن على موقع ميوزك برينز (الإنجليزية)

- أيمي أوزبورن في قاعدة بيانات الأفلام على الإنترنت